# مؤید الخولی
مؤید الخولی (عربی: مؤيد عريف الخولي؛ زادهٔ ۱۶ اکتبر ۱۹۹۳) بازیکن فوتبال اهل سوریه است.
از باشگاه‌هایی که در آن بازی کرده‌است می‌توان به باشگاه فوتبال الاتحاد (سوریه) اشاره کرد.
وی همچنین در تیم‌های ملی فوتبال زیر ۲۳ سال سوریه، و سوریه بازی کرده‌است.